# Chaetadelpha
Chaetadelpha é um género botânico pertencente à família Asteraceae.
1. ↑  «Chaetadelpha — World Flora Online». www.worldfloraonline.org. Consultado em 19 de agosto de 2020
2. ↑  Flann, C (ed) 2009+ Global Compositae Checklist
3. ↑  Flora of North America, Chaetadelpha A. Gray ex S. Watson, Amer. Naturalist. 7: 301. 1873.
4. ↑  [(A.Gray ex S.Watson) A.Nelson & J.F.Macbr]